# Saul S. Friedman
Saul S. Friedman (ur. 8 marca 1937 w Uniontown, zm. 31 marca 2013 w Canfield) – amerykański historyk.

## Życiorys
Saul S. Friedman był synem Alberta i Rebeki Friedman. W 1964 roku poślubił Nancy Evans, mają dwoje dzieci. Jego syn Jonathan C. Friedman także jest historykiem.
Friedman ukończył Kent State University (B.A.) i otrzymał tytuł doktora historii na Ohio State University. W 1969 roku został mianowany profesorem historii żydowskiej i bliskowschodniej na Youngstown State University. W 2000 r. założył Centrum Judaistyki i Holocaustu na Youngstown State University.
Friedman był badaczem antysemityzmu i publikował tematy związane z Holokaustem i historią Bliskiego Wschodu. Oprócz dwunastu książek wyprodukował także filmy dokumentalne z których pięć zostało nagrodzonych regionalnymi nagrodami Emmy.

## Publikacje

### Autorskie
- Official United States policy toward Jewish refugees 1938-1945. Ohio State University, 1969
- No haven for the oppressed: United States policy toward Jewish refugees, 1938-1945. Detroit: Wayne State University Press, 1973. Dissertation.
- Pogromchik: the assassination of Symon Petlura. New York: Hart Pub. Co., 1976
- The incident at Massena: the blood libel in America. New York: Stein and Day, 1978
- Amcha: an oral testament of the Holocaust. Washington, D.C.: University Press of America, 1979
- Land of dust: Palestine at the turn of the century. Washington, D.C.: University Press of America, 1982
- The Oberammergau Passion Play: A Lance Against Civilization. Vorwort Emil Fackenheim. Carbondale: Southern Illinois University Press, 1984
- Without future: the plight of Syrian Jewry. New York: Praeger, 1989
- mit Egon Redlich (Hrsg.): The Terezin Diary of Gonda Redlich. Lexington: University Press of Kentucky, 1992, ISBN 978-0-8131-1804-8.
- (Hrsg.): Holocaust Literature. A Handbook of Critical, Historical, and Literary Writings. Westport: Greenwood Press, 1993, ISBN 0-313-26221-7.
- Jews and the American slave trade. New Brunswick, N.J.: Transaction Publishers, 1998
- A History of the Holocaust. Portland, OR: Vallentine Mitchell, 2004
- A history of the Middle East. Jefferson, N.C.: McFarland & Company, Inc., Publishers, 2006

Filmy
- The Snow was red. Kent, Ohio: Kent State University, 1990 (Historia żydowsko-ukraińska)